# Revolució marcista
La Revolució marcista, també coneguda com la Revolució de març o la Revolució de 1845, fou un moviment armat revolucionari que es va produir a l'Equador entre el 6 de març i el 17 de juny de 1845, que va enfrontar les forces en suport del president Juan José Flores i les faccions rebels opositores anomenades marcistas (pel fet d'iniciar-se durant el mes de març). Fou el primer aixecament armat que es va donar al país des de la seva creació en 1830. Es va iniciar a la ciutat de Guayaquil i va finalitzar a la hisenda La Virginia a les rodalies de Babahoyo. Es va produir com a resposta a la política del president Flores, que, gairebé en acabar el seu període presidencial, va voler modificar la Constitució per quedar-se més temps al poder.
La revolució es va iniciar el 6 de març a Guayaquil a causa de la mala administració del general Juan José Flores. Els líders principals dins de l'organització del moviment van ser Vicente Ramón Roca, Diego Noboa i José Joaquín de Olmedo; també hi participà Vicente Rocafuerte, malgrat que diverses vegades va haver-hi diàleg entre ell i Flores, amb aliances puntuals. El moviment armat va estar liderat pel general Antonio Elizalde, però després a nivell nacional prendria gran importància les accions de José María Urbina y Viteri.
Després de la derrota que van patir les forces del president Flores sota el comandament de Carlos Wright a la hisenda La Elvira, Flores va haver de capitular després de la creació d'un govern provisional a tot el país. Finalment, el 17 juny se signa un tractat amb el qual s'oficialitzà la renúncia de Flores i que marcà l'inici d'una nova forma de govern al país de caràcter cívicomilitar, coneguda com a període marcista.